# تمام آنچه بدان عشق می‌ورزم
تمام آنچه بدان عشق می‌ورزم (لهستانی: Wszystko, co kocham) فیلمی لهستانی به کارگردانی یاتسک بورتسوخ است که در سال ۲۰۰۹ منتشر شد. این فیلم در سال ۲۰۱۰ در جشنواره فیلم ساندنس به نمایش درآمد و نمایندهٔ لهستان در رقابت برای جایزه اسکار بهترین فیلم بین‌المللی در هشتاد و سومین دوره جوایز اسکار بود که البته به فهرست نهایی منتخبان راه نیافت.

## گزیدهٔ بازیگران
- اُلگا فریچ
- ماتئوش کوشچوکویچ
- آنا رادوان
- یاکوب گیرشائو
- آندژی خیرا
- کاتاژینا هرمان
- ماتئوش باناشوک
- زیگمونت مالانوویچ
- الژبیتا کارکوشکا
- داریوش شیاستاچ
- هالینا اسکوچینسکا
- مارک کالیتا